# Titans (televisieserie uit 2018)
Titans is een Amerikaanse televisieserie die wordt uitgezonden via de streamingdienst DC Universe. De serie is gebaseerd op het DC comicsteam Teen Titans. De serie is ontwikkeld door Akiva Goldsman, Geoff Johns en Greg Berlanti. De hoofdrollen worden gespeeld door Brenton Thwaites als Dick Grayson / Robin / Nightwing, de leider van de groep de Titans, Anna Diop als Starfire, Teagan Croft als Raven en Ryan Potter als Beast Boy. Het eerste seizoen van Titans, bestaande uit elf afleveringen, ging in première op 13 oktober 2018. Voor dat de serie in première ging werd al bekendgemaakt dat Titans een tweede seizoen zou krijgen.
Met de ontwikkeling van de live-actionserie werd begonnen in september 2014 voor Turner Network Television, de pilotaflevering werd geschreven door Goldsman en Marc Haimes. Deze pilot werd besteld in december 2014, maar is nooit verwezenlijkt doordat TNT in januari 2016 bekendmaakte dat ze met het project stopten. In 2017 werd bekend dat de serie ontwikkeld zal worden voor de streamingdienst van DC Comics, DC Universe. Brenton Twaites werd gecast als Dick Grayson in 2017, de andere vaste spelers werden gecast tussen augustus en oktober 2017. In mei 2018 werd de spin-off serie Doom Patrol aangekondigd, deze serie zal plaatsvinden na de gebeurtenissen van de serie Titans.

## Rolverdeling

### Hoofdpersonages
- Brenton Thwaites als Richard "Dick" Grayson / Nightwing: een voormalige circusartiest, die na de dood van zijn ouders werd geadopteerd en getraind door Bruce Wayne tot zijn sidekick, de eerste Robin. In de serie is hij inmiddels volwassen en werkzaam als rechercheur bij de Detroit Police Department. Dick Grayson wordt de leider van een nieuw groep van helden. Daarnaast probeert hij los te komen van zijn identiteit als Robin, dat hem veel doet herinneren aan zijn mentor, en uiteindelijk verbrandt hij zijn Robin-kostuum. Tomaso Sanelli speelt een jongere Dick Grayson in flashbacks.
- Anna Diop als Koriand'r / Kory Anders / Starfire: een vrouw met krachtige gaven die lijdt aan geheugenverlies, ze is op zoek naar Rachel wie haar enige aanknopingspunt is om haar geheugen terug te krijgen. Uiteindelijk leert ze dat ze van de planeet Tamaran komt, en op een missie is om Rachel te stoppen die op een of andere manier haar planeet zal vernietigen.
- Teagan Croft als Rachel Roth / Raven: een jonge en mystieke empaat, ze is de dochter van een demon, haar krachten worden gedreven op haar emoties. Croft adresseerde dat Rachels relatie met Dick "meer een soort vader-dochterrelatie is" sinds dat zij "het gevoel delen dat ze zijn achtergelaten."
- Ryan Potter als Garfield "Gar" Logan: een voormalig lid van de Doom Patrol, die de gave heeft ontwikkeld zich te transformeren in een tijger, als een bijwerking van een serum dat hem genas van het dodelijk virus Sakutia.
- Curran Walters als Jason Todd / Robin: Batmans huidige sidekick, en de tweede Robin.
- Conor Leslie als Donna Troy / Wonder Girl: de beste vriendin van Dick uit zijn kinderjaren, en de sidekick van Wonder Woman, maar is nu voornamelijk een fotojournalist, ze beschikt tevens over de Lasso der Overtuiging. Andi Hubick speelt een jongere Donna Troy in flashbacks.
- Minka Kelly als Dawn Granger / Dove: een voormalige ballerina, die samen met haar vriend, Hawk, de misdaad bestrijdt.
- Alan Ritchson als Hank Hall / Hawk: een voormalige college-footballspeler en een ruwe vechtbaas, die vecht tegen de misdaad, samen met zijn vriendin Dove.
- Esai Morales als Slade Wilson / Deathstroke (seizoen 2): een biologisch-versterkte moordenaar en voormalig operateur van Delta Force welke een geschiedenis heeft met de originele Titans. Morales verklaarde dat het conflict tussen Deathstroke en de Titans persoonlijk is voor hem "because you don't mess with a man's family".
- Chelsea Zhang als Rose Wilson (seizoen 2): de dochter van Deathstroke, die net als haar vader over verscherpte reflexen en herstellend vermogen bezit.
- Joshua Orpin als Subject 13 / Conner (seizoen 2): een genetische kloon van Superman en Lex Luthor. Hij beschikt over dezelfde vaardigheden en karaktertrekken van hen beiden. Het personage is gecreëerd in Cadmus Laboratories. Hij komt in contact met de Titans na zijn ontsnapping uit het laboratorium met Krypto. Het personage werd eerder gespeeld door body double Brooker Muir in het eerste seizoen.

### Terugkerende Personages
- Rachel Nichols als Angela Azarath: Rachels biologische moeder.
- Seamus Dever als Trigon, Rachels vader en een interdimensionaal wezen met de kracht om gehele werelden de vernietigen.
- Iain Glen als Bruce Wayne / Batman (seizoen 2): een miljardair die verschijnt als een gevreesde burgerwacht in Gotham City en de voormalige mentor van Dick Grayson. Het personage werd eerder vertolkt door stunt doubles Alain Moussi en Maxim Savarias in het eerste seizoen

### Gastrol
- Drew Van Acker als Garth / Aqualad: een lid van de originele Titans afkomstig uit Atlantis en die beschikt over hydrokinetische en versterkte fysieke krachten.

## Seizoenen
| Seizoen | Seizoen | Afleveringen | Originele uitzenddatum | Originele uitzenddatum |
| Seizoen | Seizoen | Afleveringen | Eerste uitzending      | Laatste uitzending     |
| ------- | ------- | ------------ | ---------------------- | ---------------------- |
|         | 1       | 11           | 12 oktober 2018        | 21 december 2018       |
|         | 2       | 13           | 6 september 2019       | 29 november 2019       |
|         | 3       | 13           | 12 augustus 2021       | 21 oktober 2021        |
|         | 4       | 12           | 3 november 2022        | 11 mei 2023            |